# Boltonia
Boltonia este un gen de plante din familia Asteraceae, ordinul Asterales. Tip de specie este Boltonia asteroides. 

## Caractere morfologice
- Tulpina

- Frunza

- Florile

- Semințele

## Specii
- Boltonia apalachicolensis
- Boltonia asteroides
- Boltonia caroliniana
- Boltonia decurrens
- Boltonia diffusa
- Boltonia lautureana
- Boltonia montana